# 岡野栄一
岡野 栄一（おかの えいいち）は、日本の建築家。
1974年、日本大学理工学部建築学科卒業。曽原菊池建築設計事務所で建築設計に従事し、1998年代表取締役に就任。2000年岡野栄一建築設計事務所設立。代表作にOKN邸、ファナック株式会社隼人工場、シチズン電子株式会社新2号棟などがある。